# Can't Smile Without You
Singles de The Carpenters
All You Get from Love Is a Love Song
(1977) Calling Occupants of Interplanetary Craft
(1977)
Singles de Barry Manilow
Daybreak
(1977) Even Now
(1978)
Clip vidéo
[vidéo] « Can't Smile Without You (audio) », sur YouTube
Can't Smile Without You est une chanson rendue célèbre par Barry Manilow.
Elle a été écrite par David Martin, Christian Arnold et Geoff Morrow et originellement enregistrée par les Carpenters pour leur album A Kind of Hush sortie en 1976. Les Carpenters l'a également sortie en face B du single Calling Occupants of Interplanetary Craft en 1977.
En 1978, cette chanson fut reprise, dans une version un peu plus rapide, par Barry Manilow. Sa version a atteint la 3e place aux États-Unis (dans le Billboard Hot 100) et se vendit à un million d'exemplaires.
George Michael a été accusé d’avoir plagié ce tube pour écrire la chanson Last Christmas, mais a été disculpé.